# Hirschäcker
Hirschäcker ist der Name eines Naturschutzgebietes in Winterbach (Rems-Murr-Kreis, Baden-Württemberg). Schutzzwecks ist die Bewahrung „eines extensiv genutzten, landschaftstypischen Streuobstbestandes mit Feuchtflächen, artenreichen Wiesen, dem angrenzenden Waldtrauf [...] und einer naturnahen Bachklinge“.

## Größe, Lage und geologische Situation
Das Areal in Hanglage umfasst eine Fläche von 14,5 Hektar und befindet sich südwestlich der Bebauung von Winterbach, unterhalb des Ortsteils Engelberg. Der Mönchsklingenbach durchfließt das Gebiet von Südwesten nach Nordosten und bildet einen tiefen Einschnitt. Geologisch erstreckt sich das Gebiet vom Stubensandstein, über die Oberen Bunten Mergel, den Kieselsandstein bis hin zu den Unteren Bunten Mergeln. Mehrere Quellaustritte haben kleinere Rutschungen verursacht.

## Nutzungsgeschichte
Die Flächen gehörten ursprünglich zum Engelberger Schlossgut und wurden als Baumäcker, Obstwiesen oder Hopfengarten genutzt. Auch Milch- und Jungvieh weidete hier. Über zwei Jahrzehnte bis Mitte der 1980er Jahre dienten die Hirschäcker als Schafweide.